# فولفغانغ بيتريتش
فولفغانغ بيتريتش (بالألمانية: Wolfgang Petritsch )‏ (و. 1947  م) هو دبلوماسي نمساوي، ولد في كلاغنفورت، هو عضوٌ في الحزب الديمقراطي الاجتماعي النمساوي.

## مناصب
تولى منصب المندوب السامي للبوسنة والهرسك (18 أغسطس 1999–27 مايو 2002)
- سفير.

## التعليم
تعلم في جامعة فيينا.

## جوائز
حصل على جوائز منها:
- Marietta and Friedrich Torberg Medal [الإنجليزية]‏.

## روابط خارجية
- فولفغانغ بيتريتش على موقع IMDb (الإنجليزية)
- فولفغانغ بيتريتش على موقع مونزينجر (الألمانية)